# Prévost (Canada)
Prévost è un comune del Canada, situato nella provincia del Québec, nella regione di Laurentides.